# Басай

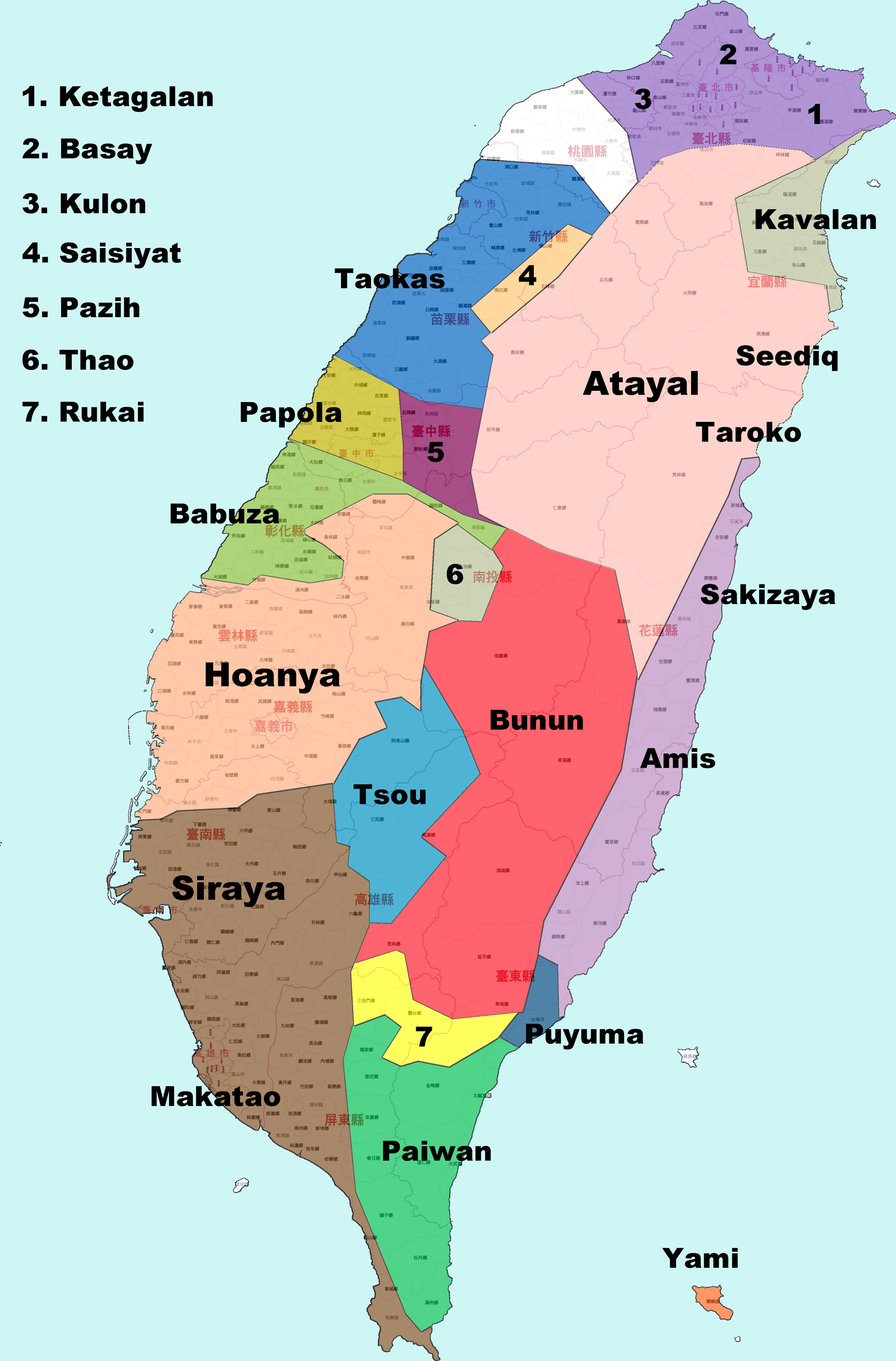
Народ басай живе на півночі Тайваню.

Басай — корінне населення Тайваню. Предки розмовляли басайською мовою.

## Історія
Протягом 1600-х років народ Басай монополізували контроль над річковою та прибережною торгівлею на Північній Формозі. Торговці були важливими джерелами інформації та товарів для військових Голландської Ост-Індської компанії. Також були залучені до видобутку вугілля та залізниць.